# 2000年美國國家棒球名人堂票選
2000年美國國家棒球名人堂票選遵循1995年的票選規則。全美棒球記者協會進行年度票選，最後選出卡爾頓·費斯克和湯尼·培瑞茲兩人。資深選手委員會在這年進行閉門會議，他們從資深大聯盟選手、行政人員、總教練、主審和黑人聯盟選手中進行評選，最後他們選出史帕奇·安德森、比德·麥克菲和特爾基·史提爾奈斯等三人。大聯盟在2000年7月23日舉辦入選典禮。

## 全美棒球記者協會票選結果
全美棒球記者協會只從1980年以後效力於大聯盟的選手中進行評選，但效力年限只到1994年為止。
每個球員需要獲得至少75%的選票方能入選。本屆票選包含30名球員；總共有499張選票，最終總計投出2813人次，入選名人堂門檻為375票，平均每張選票圈選了5.64人。未達5%得票率的候選人，將被剔除名人堂票選資格。
首次進行票選的球員將以劍標（†）顯示。獲得至少75%以上同意票的入選人以粗體字表示；在未來票選中才入選的候選人以斜體字表示。
| 球員姓名         | 同意票數 | 得票率(%) | 與前一年差距 | 年度   |
| ---------------- | -------- | --------- | ------------ | ------ |
| 卡爾頓·費斯克    | 397      | 79.6      | ▲0 13.2%     | 第2年  |
| 湯尼·培瑞茲      | 385      | 77.2      | ▲0 16.4%     | 第9年  |
| 吉姆·賴斯        | 257      | 51.2      | ▲0 21.8%     | 第6年  |
| 蓋瑞·卡特        | 248      | 49.7      | ▲0 15.9%     | 第3年  |
| 布魯斯·蘇特      | 192      | 38.5      | ▲0 14.2%     | 第7年  |
| †古斯·高薩吉     | 166      | 33.3      | -            | 第1年  |
| 史蒂夫·賈維      | 160      | 32.1      | ▲0 1.9%      | 第8年  |
| 湯米·約翰        | 135      | 27.1      | ▲0 8.4%      | 第6年  |
| 吉姆·卡特        | 125      | 25.1      | ▲0 5.0%      | 第12年 |
| 戴爾·墨菲        | 116      | 23.2      | ▲0 3.9%      | 第2年  |
| †傑克·莫里斯     | 111      | 22.2      | -            | 第1年  |
| 戴夫·帕克        | 104      | 20.8      | ▲0 4.7%      | 第4年  |
| 伯特·布萊勒文    | 87       | 17.4      | ▲0 3.3%      | 第3年  |
| 路易斯·提安特    | 86       | 17.2      | ▲0 6.5%      | 第13年 |
| 戴夫·康塞普西翁  | 67       | 13.4      | ▲0 1.5%      | 第7年  |
| 基斯·赫南德茲    | 52       | 10.4      | ▲0 3.6%      | 第5年  |
| 羅恩·吉德里      | 44       | 8.8       | ▲0 2.6%      | 第7年  |
| †傑夫·里爾登     | 24       | 4.8       | -            | 第1年  |
| 鮑伯·布恩        | 21       | 4.2       | ▼0 1.2%      | 第5年  |
| †威利·威爾森     | 10       | 2.0       | -            | 第1年  |
| †瑞克·蘇特克里夫 | 9        | 1.8       | -            | 第1年  |
| †肯特·赫貝克     | 5        | 1.0       | -            | 第1年  |
| †查理·賀夫       | 4        | 0.8       | -            | 第1年  |
| †戴夫·韓德森     | 2        | 0.4       | -            | 第1年  |
| †史蒂夫·薩克斯   | 2        | 0.4       | -            | 第1年  |
| †比爾·古利克森   | 1        | 0.2       | -            | 第1年  |
| †布魯斯·赫斯特   | 1        | 0.2       | -            | 第1年  |
| †隆尼·史密斯     | 1        | 0.2       | -            | 第1年  |
| †鮑伯·威爾契     | 1        | 0.2       | -            | 第1年  |
| †赫比·布魯克斯   | 0        | 0.0       | -            | 第1年  |

|  | 本屆被選入名人堂，人名以粗體表示。                          |
|  | 本屆未入選但在未來票選中被選入名人堂，人名以斜體表示。      |
|  | 在2001年投票中繼續票選但仍未被選入者。                      |
|  | 在未來BBWAA票選中被剔除，但仍保有未來資深委員會審核的資格。 |

新入選的球員包含16名全明星球員，這16人合計共入選43次明星賽。不過有其中3人沒有在名單上。
以下球員首次具有票選資格，但並未在名單上：賴瑞·安德森、達瑞爾·波士頓、席德·布林姆、湯姆·布魯南斯基、史托姆·戴維斯、史蒂夫·法爾、麥克·費爾德、喬·海斯凱斯、傑·豪威爾、麥克·傑夫寇特、提姆·里爾瑞、克雷格·萊佛茲、凱文·麥克雷諾茲、鮑勃·馬文、艾德溫·紐涅茲、鮑伯·歐希達、朱尼爾·歐提茲、丹·帕斯庫亞、蓋瑞·雷杜斯和哈洛德·雷諾茲。

## 資深選手委員會
資深選手委員會自1953年來，就一直將行政人員、總教練、裁判、早期的大聯盟球員納入名人堂票選資格考量。
大聯盟選手必須要在1945年以前登上大聯盟才能符合票選資格，在1990年以前有獲得至少100張名人堂選票及1991年後獲得至少60%選票的選手都沒有參與資格。
最後委員會從黑人聯盟和19世紀選手中做票選，最終選出三人，分別是：1970年代總教練史帕奇·安德森、19世紀的二壘手比德·麥克菲和黑人聯盟的外野手特爾基·史提爾奈斯。

## J·G·泰勒·史賓克獎
棒球記者哈爾·萊伯維茲（1916年–2005年）獲選該屆的J·G·泰勒·史賓克獎。

## 福特·C·弗里克獎
紅人隊播報員馬蒂·布瑞納曼（1942年–）獲選該屆的福特·C·弗里克獎。

## 外部連結
- 美國國家棒球名人堂官網 （页面存档备份，存于）
- 棒球名人堂BBWAA票選規則 Archive.today的存檔，存档日期2012-07-08
- 2000年名人堂票選 at www.baseballhalloffame.org